# Olaf Winter
Olaf Winter (n. 18 iulie 1973, Neustrelitz, Mecklenburg-Pomerania Inferioară, RDG) este un canoist german, medaliat olimpic. A participat la 2 ediții ale Jocurilor Olimpice (1996, 2000) în care a câștigat o medalie de aur.